# Cyarda walkeri
Cyarda walkeri är en insektsart som beskrevs av Metcalf 1923. Cyarda walkeri ingår i släktet Cyarda och familjen Flatidae. Inga underarter finns listade i Catalogue of Life.